# Oxalis lucumayensis
Oxalis lucumayensis är en harsyreväxtart. Oxalis lucumayensis ingår i släktet oxalisar, och familjen harsyreväxter.

## Underarter
Arten delas in i följande underarter:
- O. l. lucumayensis
- O. l. subiens
- O. l. woytkowskii